# 斯沃琪集團
斯沃琪集團（英語：Swatch Group Limited），臺港舊譯「史華曲集團」，是一家總部位於瑞士的鐘錶集團，也是目前全球最大的手錶製造商，擁有數個著名頂級鐘錶品牌。
該集團乃尼古拉·海耶克於1983年以應對石英危機而成立，創辦初期名為「瑞士微電機與鐘錶製造工業公司」（Swiss Corporation for Microelectronics and Watchmaking Industries Ltd；），由瑞士前两大製錶集團「通用瑞士鐘錶業股份有限公司」（德語：Allgemeine Schweizerische Uhrenindustrie AG；）與「瑞士鐘錶業聯合會」（法語：Société Suisse pour l'Industrie Horlogére SA；）收購合併而來，後於1998年變更為現名。

## 旗下知名品牌

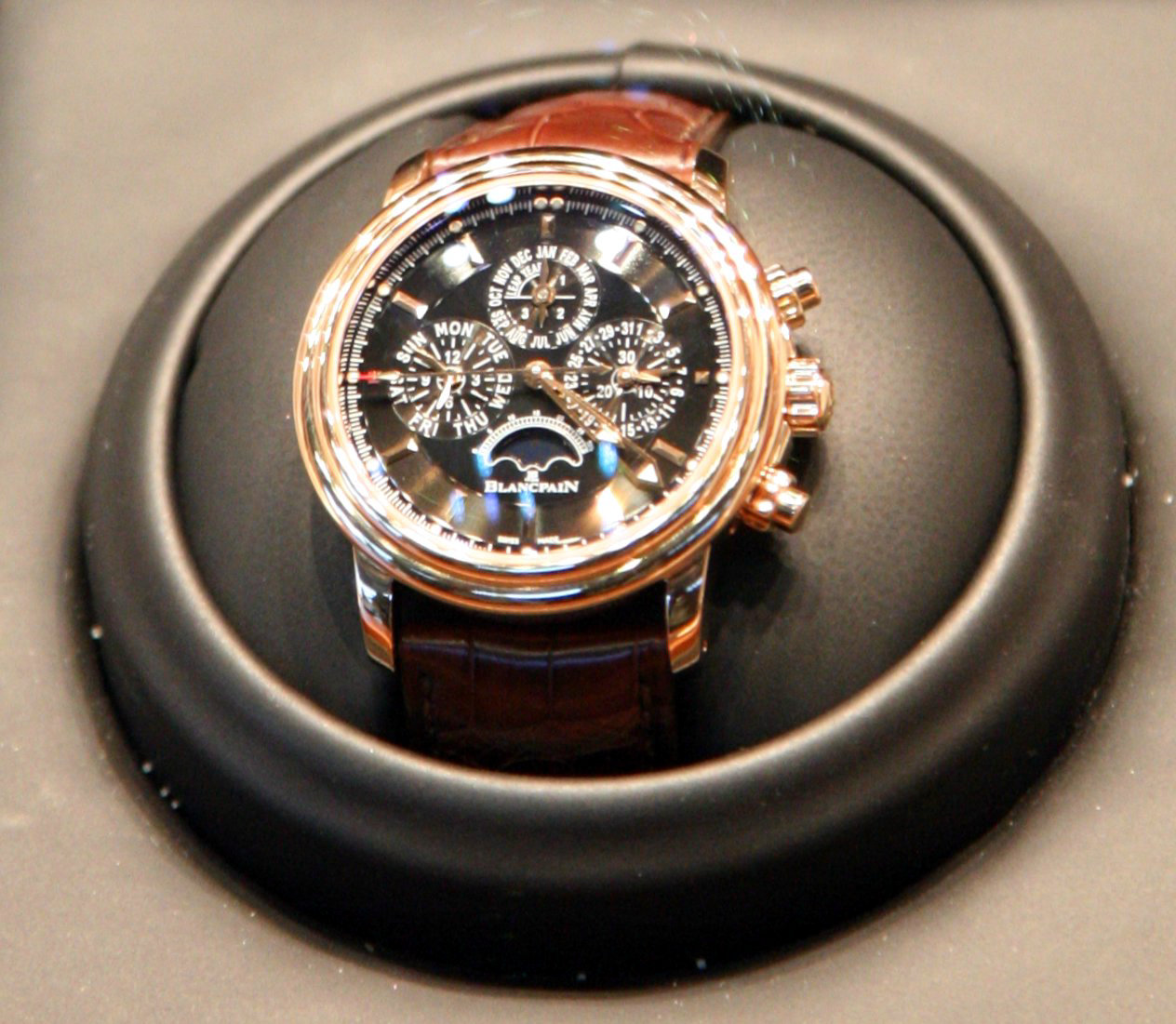
一枚宝珀的機械複雜功能腕表

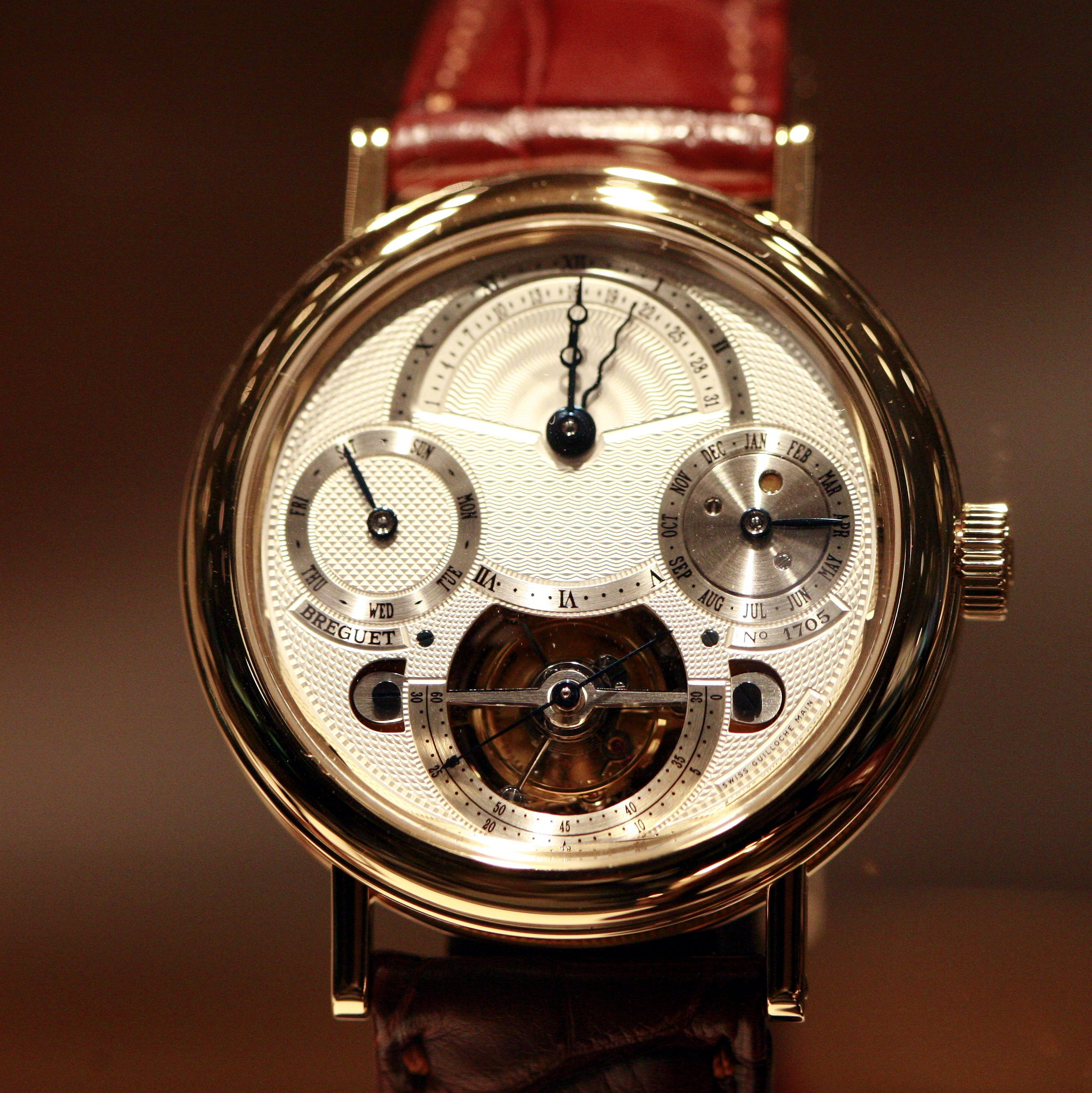
宝玑No.1705陀飛輪腕表

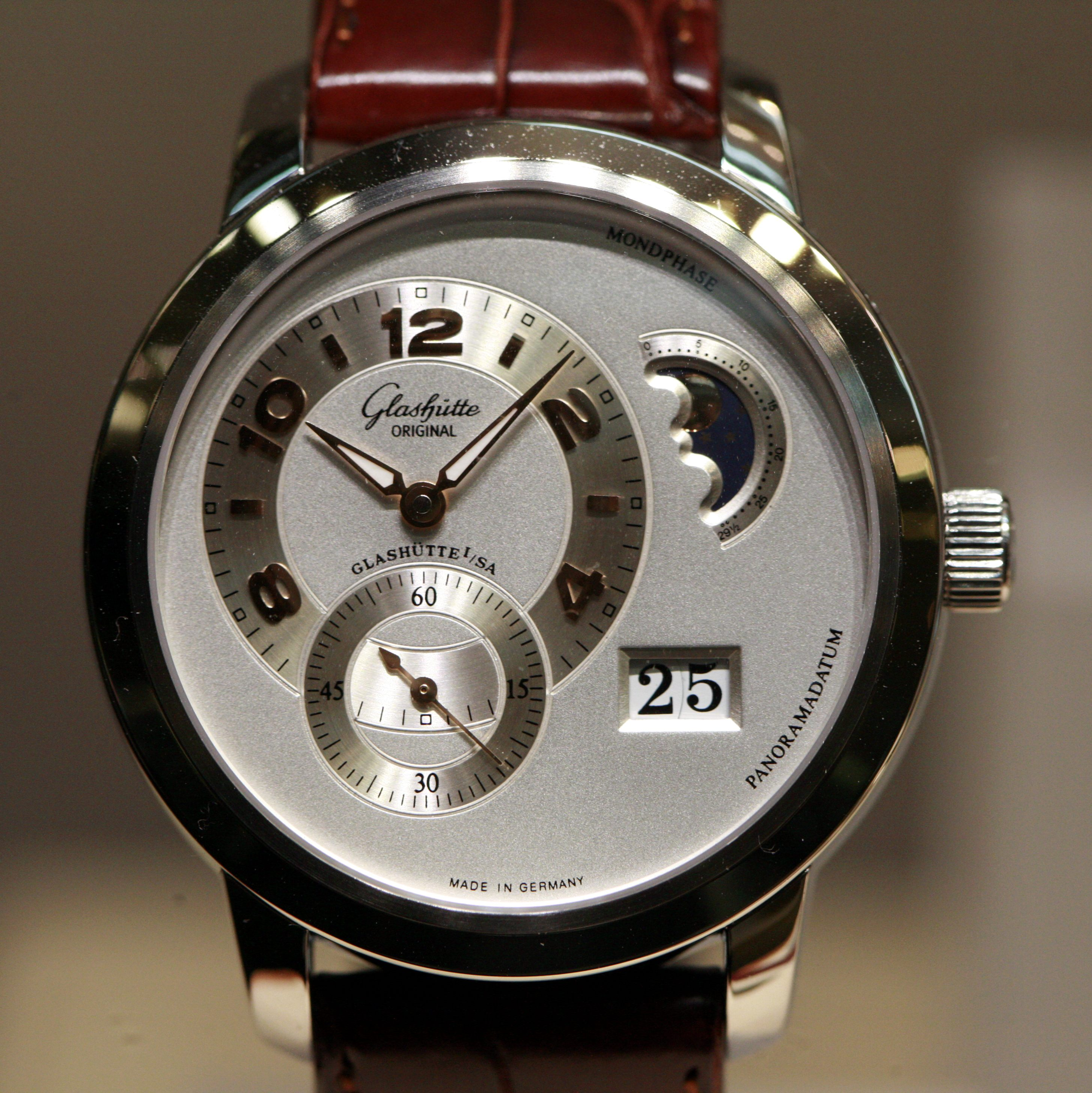
格拉蘇蒂腕表

斯沃琪集團在近年加速收购知名品牌的步伐。这些品牌包括：

| - 寶曼（Balmain） - 寶珀（Blancpain） - 寶璣（Breguet） - 卡爾文·克雷恩（Calvin Klein） - 雪鐵納（Certina） - 安杜拉（Endura） - 飛菲（Flik Flak） - 格拉苏蒂（Glashütte-Original） | - 汉米尔顿（Hamilton） - 哈利·雲斯頓（Harry Winston） - 雅克·德罗（Jaquet Droz） - 利昂·哈托（Léon Hatot） - 浪琴（Longines） - 美度（Mido） - 歐米茄（Omega） - 雷達錶（Rado） - 斯沃琪（Swatch） - Swiss Timing - 天梭（Tissot） - Union Glashütte |

## 旗下機芯品牌
斯沃琪集团拥有世界上最大的空白机芯制造及供应厂商ETA SA，后者生产的机芯经过调试，打磨，改良或者改装后，被大量运用于入门和中等的机械表款中。其中ETA2824-2,ETA 2892-A2和ETA 7750为ETA被最广泛应用的机芯。不仅被旗下的手表品牌所使用，其机芯经过改良后亦被应用在万国、 豪利时、豪雅及帝舵等中高端品牌的手表中。

## 另見
- 斯沃琪

## 外部連結
- 官方网站（英文）